# Veritas (entreprise)
Pour les articles homonymes, voir Veritas.
Veritas est un constructeur automobile allemand de voiture de sport, fondé en 1947 dans le Bade-Wurtemberg. La marque fait faillite en 1953, avant d'être acquise par son concurrent BMW.

## Histoire
La société est créée en mars 1947 par Ernst Loof, associé à Lorenz Dietrich, ancien directeur commercial de l'usine BMW d'Allach, au coureur Georg « Schorsch » Meier et à l'ancien coureur cycliste de six jours Werner Miethe. Au départ, ils construisent et améliorent des BMW 328 d'avant-guerre, en utilisant des composants fournis par un client, devenant ainsi des « Veritas-BMW ». La première automobile Veritas à remporter une course est celle du propriétaire Karl Kling, en 1947 à Hockenheim. Seulement quelques voitures sont construites et à la suite d'une divergence d'opinions avec BMW en 1947, les voitures sont désormais simplement connues sous le nom de « Veritas ».

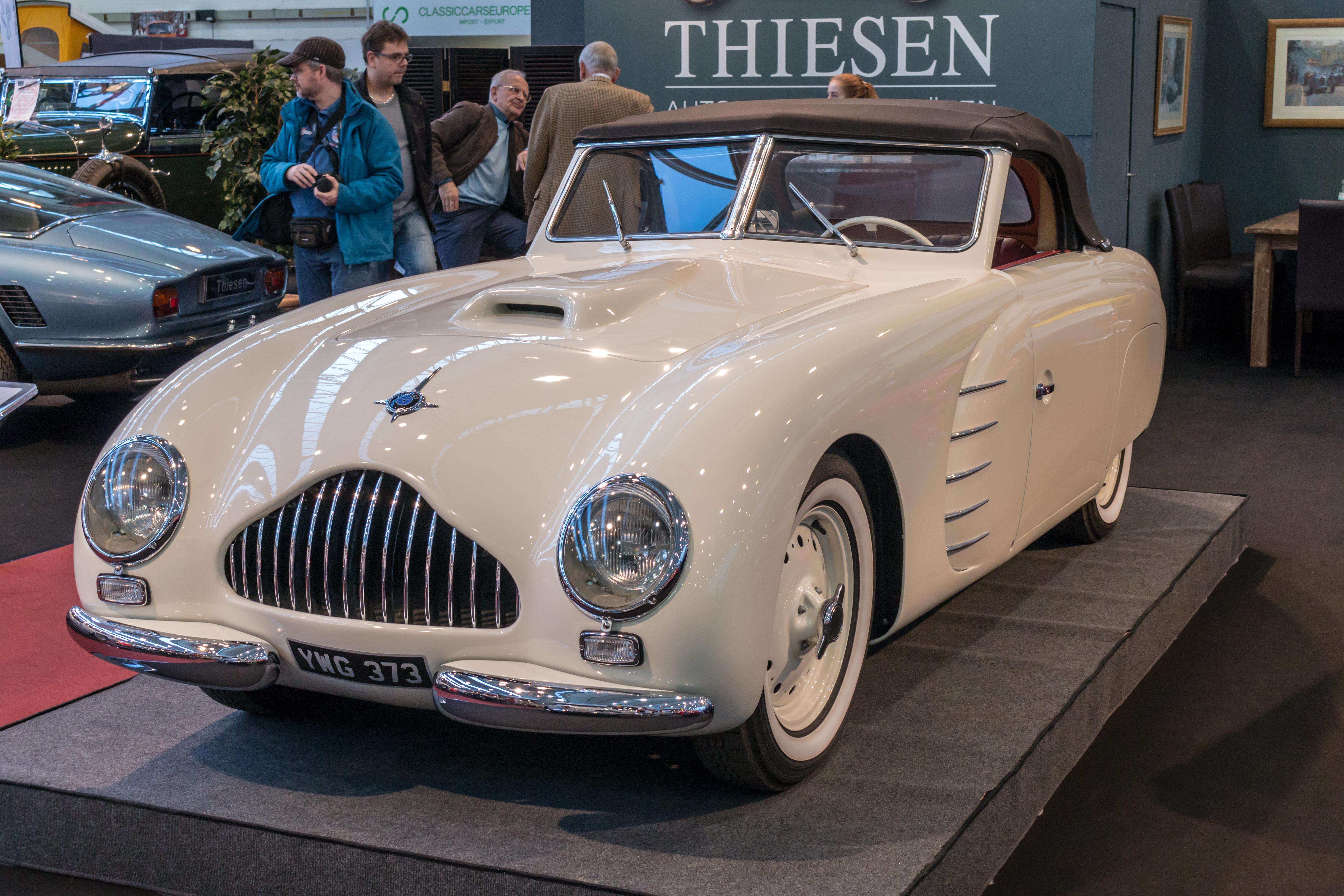
Veritas Scorpion (1949)
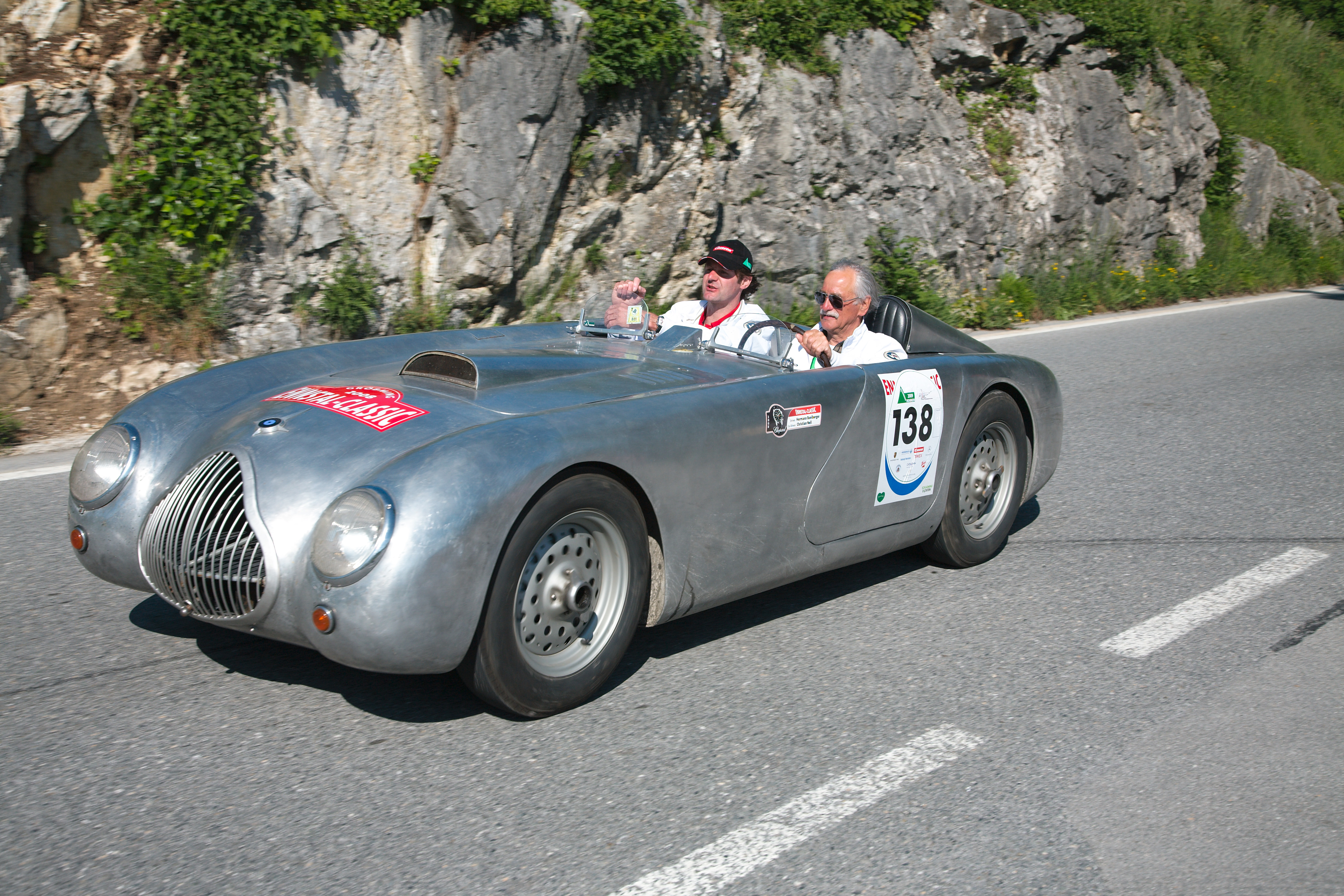
Veritas RS (en) (1948)
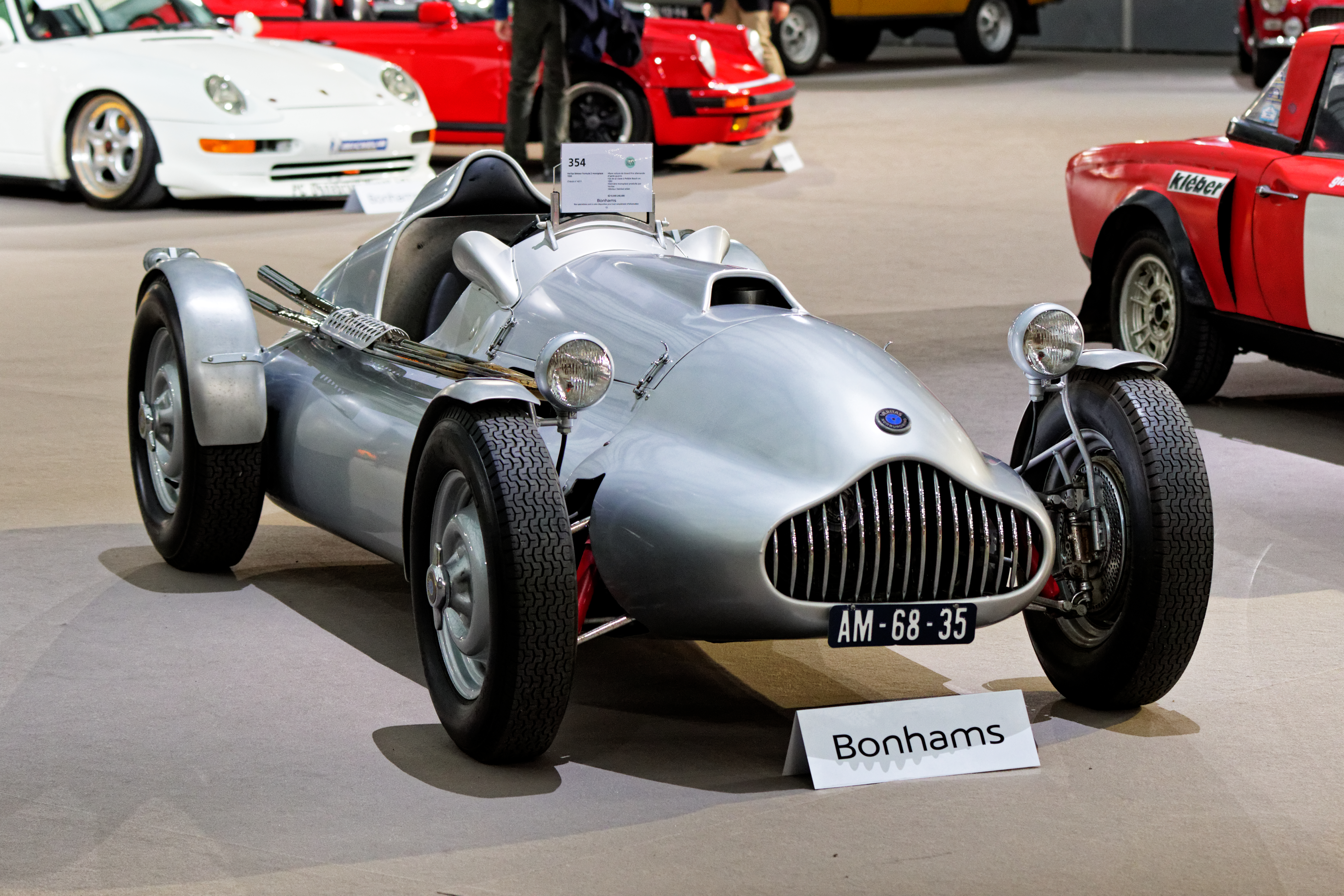
Veritas Meteor (1951)

Fondée en 1947 à Hausen am Andelsbach (de), près de Sigmaringen dans le Bade-Wurtemberg, l'industrie s'installe à côté de Meßkirch et Muggensturm, puis est finalement transférée au Nürburgring.
La marque fait faillite en 1953, avant d'être acquise par son concurrent BMW.
Depuis 1956, date de la mort de Loof, Veritas n'est plus qu'un préparateur automobile qui prépare des modèles sportifs pour différentes marques. En 2009 néanmoins, Veritas annonce son intention de sortir un modèle hypersportif Veritas RS III qui serait construit à environ 30 exemplaires. Ce projet n'a pas abouti, et la société propriétaire de la marque a été mise en liquidation en 2018.

## Quelques pilotes notoires

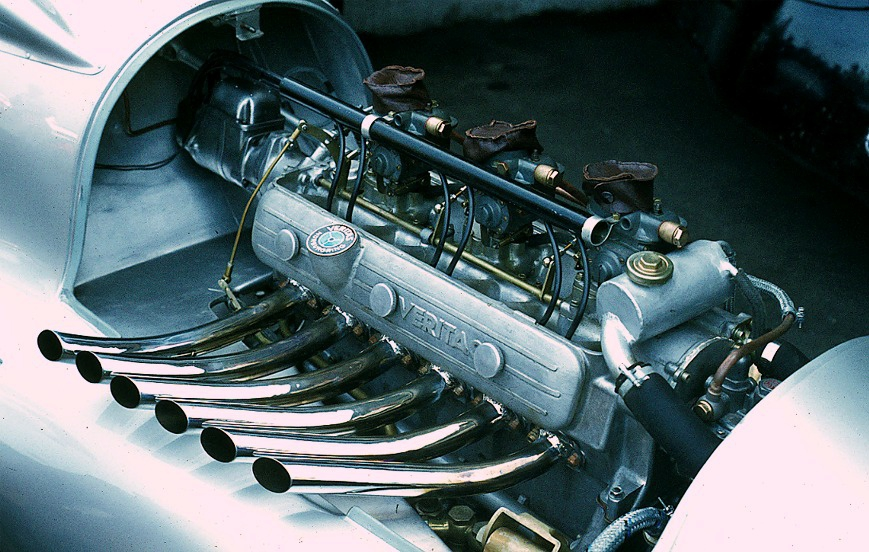
Veritas Meteor

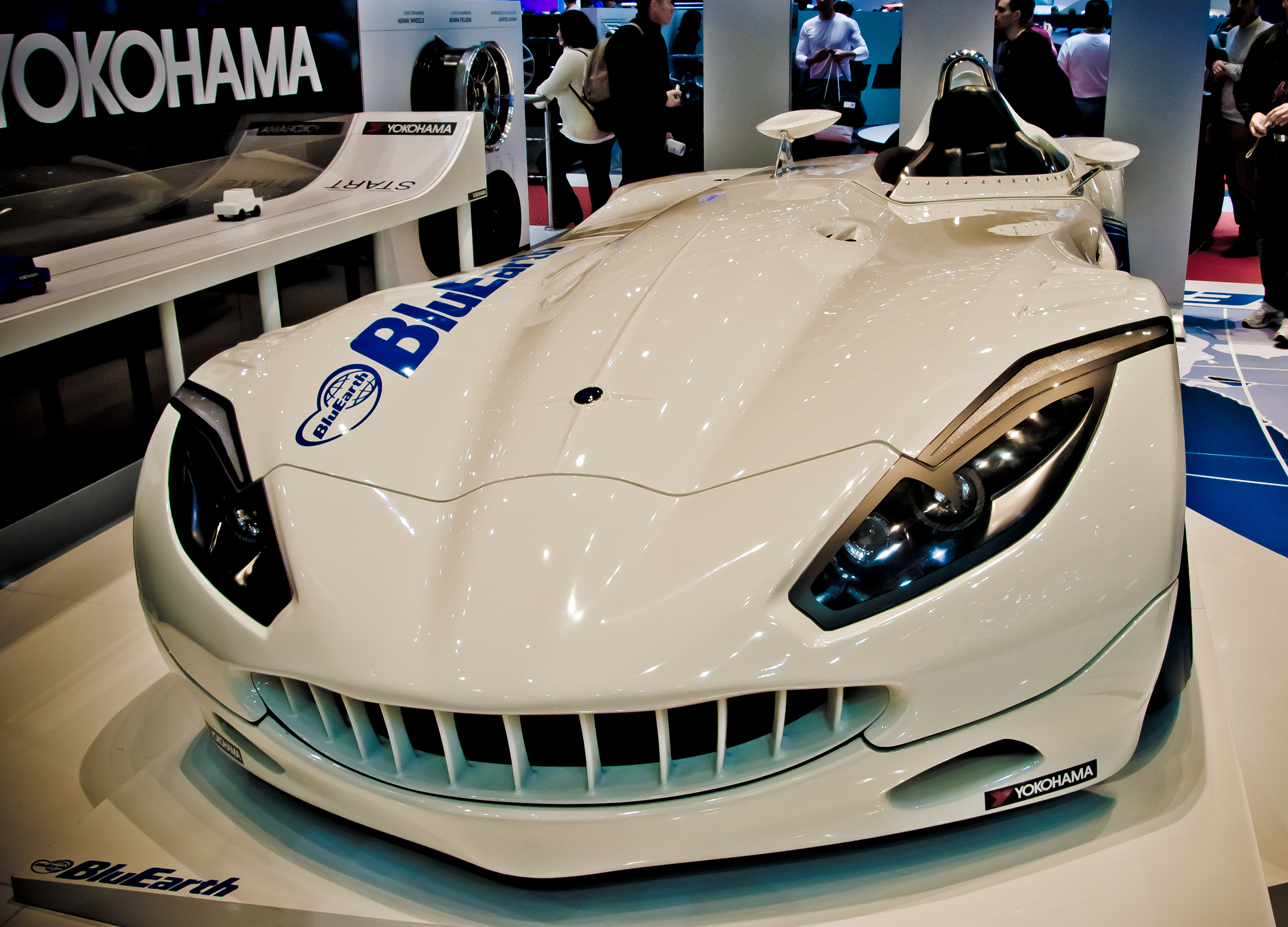
Veritas RS III (2009)

- Hans Herrmann
- Arthur Legat
- Erwin Bauer
- Émile Cornet
- Georg Meier
- Hans Klenk
- Paul Pietsch
- Roger Laurent
- Ralph Roese
- André Chardonnet

## Compétition
- 1948 : Veritas RS (en)
- 1951 : Veritas Meteor

## Quelques modèles routiers
- 1949 : Veritas Saturn
- 1949 : Veritas Scorpion
- 1950 : Veritas Comet
- 1950 : Dyna-Veritas (de)

## Hommage
- 2009 : Veritas RS III